# Céline Ratsiraka
Céline Marthe Ratsiraka, de son vrai nom Céline Velonjara, est une femme politique malgache, personnalité politique et veuve de l'ancien président Didier Ratsiraka. Ratsiraka est la Première Dame de Madagascar au mandat le plus ancien de l'histoire du pays, ayant occupé ce poste de 1975 à 1993 et de 1997 à 2002. Elle est une figure influente au sein de l'Association pour la renaissance de Madagascar (AREMA) au pouvoir des années 1970 aux années 1990, notamment au sein de la gauche du parti,.

## Biographie

### Enfance, éducation et débuts
Céline Ratsiraka est la fille de Pascal Velonjara, parlementaire pendant la période coloniale française et fondateur du Parti des déshérités de Madagascar (PADESM).
En 1964, elle épouse Didier Ratsiraka, un jeune officier de marine. Le père Armand Gaëtan Razafindratandra dirige la cérémonie catholique. Le couple a quatre enfants : trois filles - Olga, Sophie, Annick - et un fils, Xavier.

### Première dame de Madagascar
Didier Ratsiraka prend le pouvoir en 1975 en tant que président du Conseil suprême de la révolution. Sous le règne de son mari de 1975 à 1993, Céline Ratsiraka devient une figure influente de la politique malgache et du parti AREMA du régime en tant que première dame et épouse du président. Céline Ratsiraka et sa sœur Hortense Raveloson Mahasampo dirigent l'aile gauche du parti AREMA, qui fait contrepoids aux personnalités de l'aile droite du parti, comme Pascal Rakotomavo et Rakotovao Razakaboana. Ratsiraka et sa sœur organisent et dirigent également l'aile féminine du parti, connue sous le nom d'AREMA Women. Par ailleurs, Céline Ratsiraka dirige également le mouvement coopératif de l'AREMA, dont un bureau d'investissement appelé PROCOOP.
Didier et Céline Ratsiraka font un exil en France dès juillet 2002, mettant fin à sept mois de crise politique à la suite de l'élection présidentielle contestée de 2001 entre Ratsiraka et l'éventuel vainqueur, Marc Ravalomanana,.
En avril 2013, les Ratsiraka retournent à Madagascar après onze ans d'exil en France pour que son mari puisse se présenter à l'élection présidentielle de 2013. Ratsiraka reçoit une exclusion de la course par le tribunal électoral en août 2013 pour avoir manqué le délai de résidence de six mois.
Le 22 mars 2021, Céline Ratsiraka et son mari se rendent à l'hôpital militaire Soavinandriana (CENHOSOA) à Antananarivo, pour soigner une « petite grippe », selon leurs proches,. Didier Ratsiraka décède à l'hôpital des suites d'un arrêt cardiaque quelques jours plus tard, le 28 mars 2021, à l'âge de 84 ans.